# Astrolabi marí

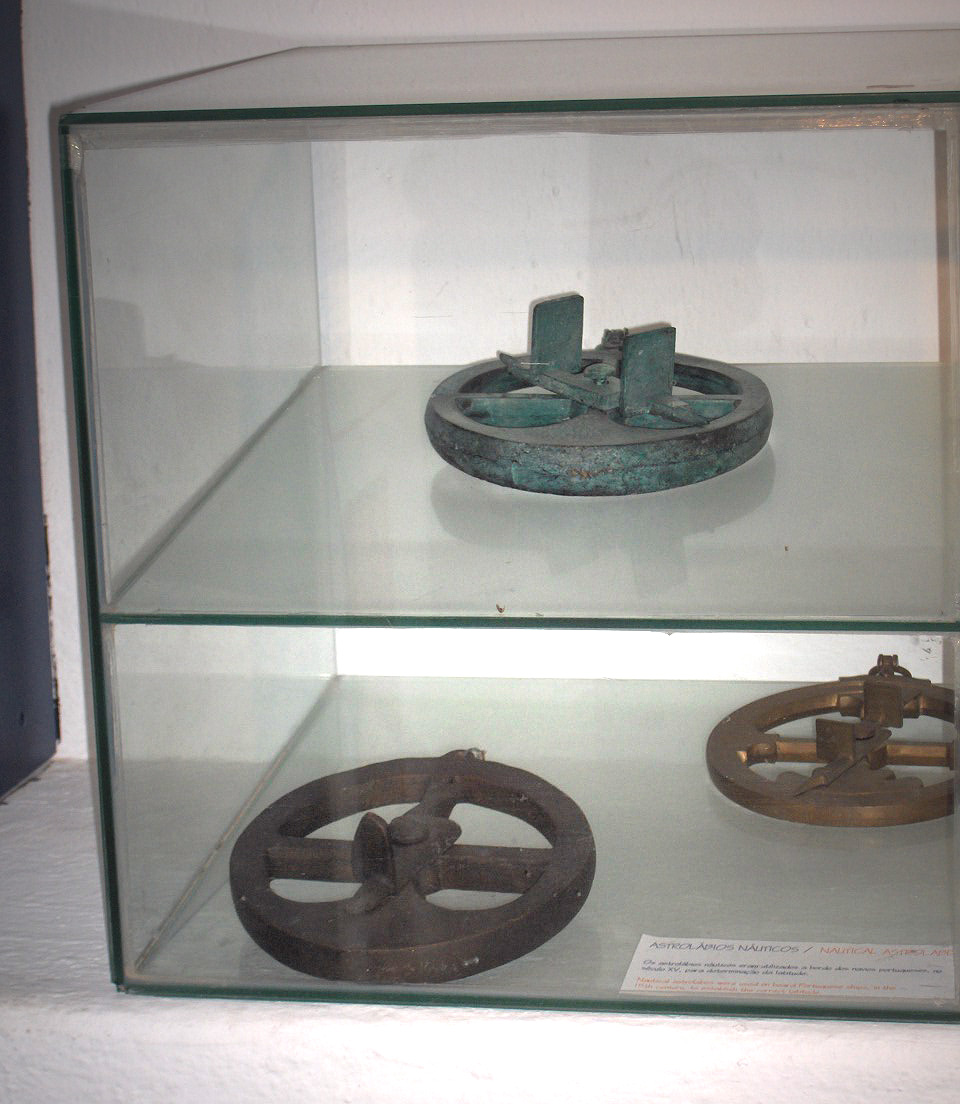
Tres astrolabis de Mariner al Museu del Fort da Ponta da Bandeira; Lagos, Portugal

L' astrolabi nàutic, o astrolabi marí, era un inclinòmetre utilitzat per determinar la latitud d'un vaixell al mar mesurant l'altitud del migdia del sol (declinació) o l'altitud meridiana d'una estrella de declinació coneguda. No era un astrolabi pròpiament dit, l'astrolabi nàutic era més aviat un cercle graduat amb una alidada utilitzada per mesurar angles verticals. Es van dissenyar per permetre el seu ús en embarcacions en aigües braves i / o en forts vents, ja que els astrolabis normals no estaven dissenyats per emprar-los amb mala mar. Al segle xvi, l'instrument també es deia anell.

## Història

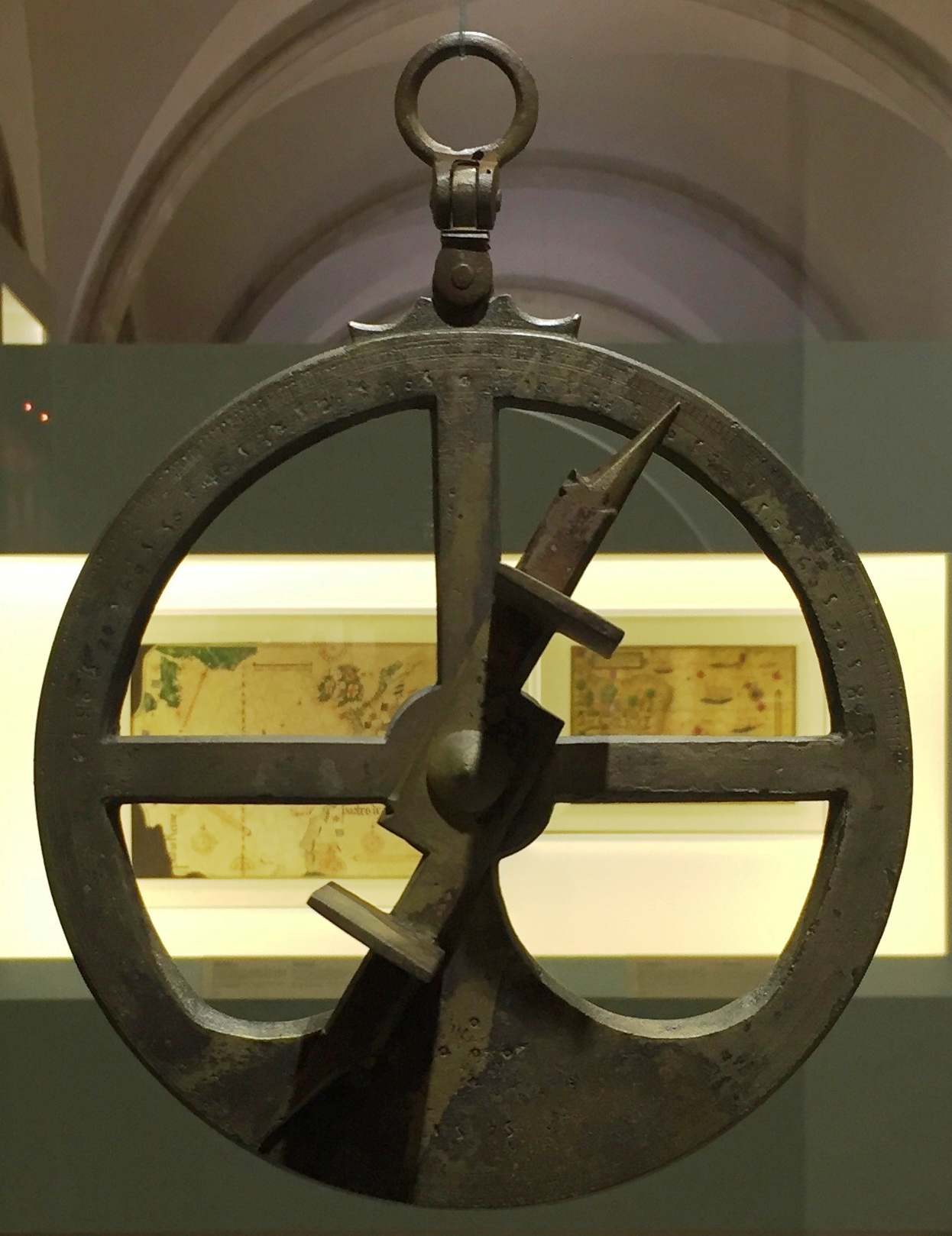
Astrolabi de Mariner des del 1600.

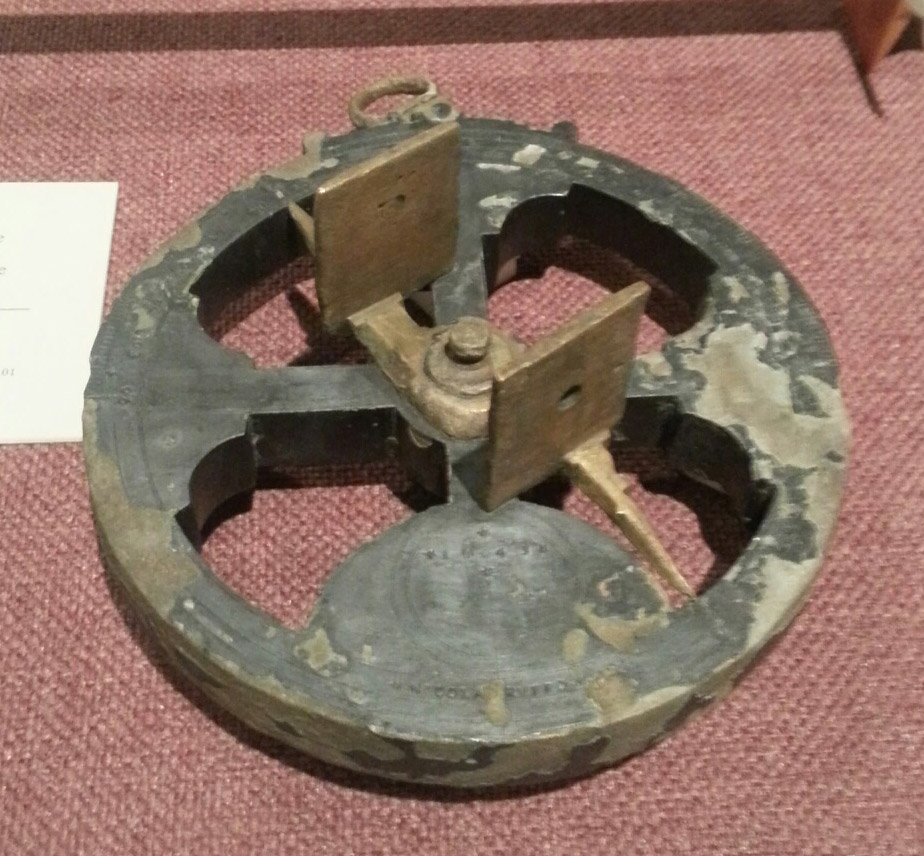
Astrolabi de Mariner realitzat el 1645 per Nicolao Ruffo al Museu dels Marins

Es poden trobar moltes dates per a l'aparició dels primers astrolabis de Mariner. La data més antiga, el 1295, l'ofereix l'astrònom mallorquí Ramon Llull. Les dates posteriors se centren cap a finals del segle xv, amb Samuel Purchas afirmant que va ser adaptat per a la navegació marina per Martin Behaim, un navegant no considerat una font fiable per alguns historiadors. . En qualsevol cas, l'instrument era segur que es coneixia a finals del segle XV. No obstant això, la creació i el perfeccionament de l'astrolabi nàutic s'atribueix als navegants portuguesos durant el començament dels descobriments portuguesos. La descripció més antiga coneguda de com fer i utilitzar un astrolabi de la mar prové de l'Art de Navegar de Martín Cortés de Albacar publicat el 1551, encara que el principi bàsic és el mateix que el de la archipendulum utilitzat en la construcció de l'Piràmides egípcies.
Hi ha una forta evidència que l'astrolabi nàutic es va derivar directament de l'astrolabi planisfèric, ja que els primers exemples conserven algunes de les marques (per exemple, umbra recta i umbra versa) del dispositiu anterior sense tenir els mateixos components.
L'astrolabi nàutic hauria substituït o complementat instruments com el bastó de la creu o el quadrant com a instrument del navegador. L'astrolabi nàutic es va utilitzar fins a mitjan o, a tot tardar, fins a finals del segle xvii. Va ser substituït per instruments més precisos i fàcils d'utilitzar, com el quadrant Davis. A finals del segle xix, els navegants van començar a utilitzar el sextant i després els sistemes de posicionament global (GPS) a partir dels anys vuitanta.

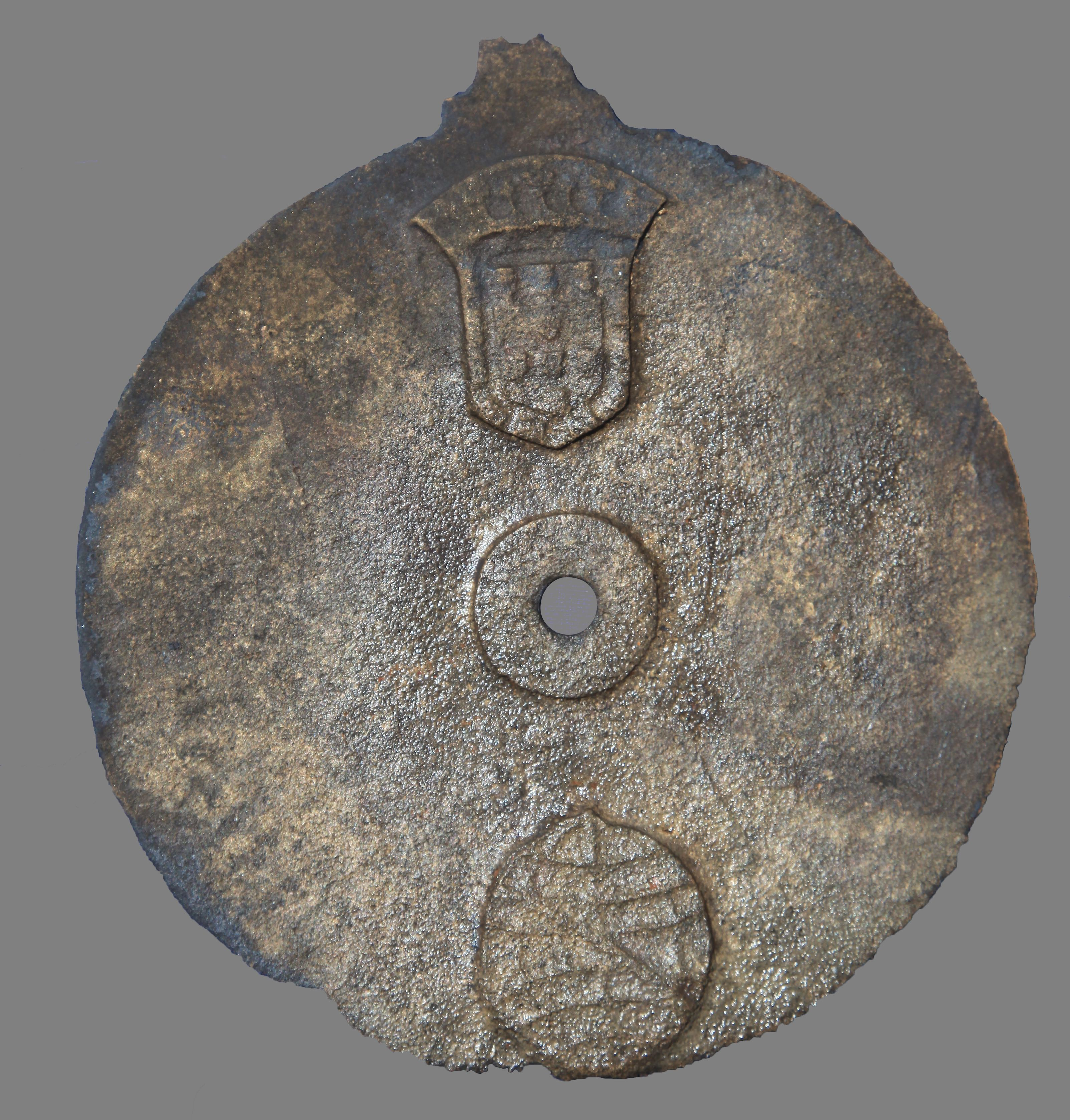
L'astrolabi nàutic més antic al Museu Nacional d'Oman, Muscat

Tot i que la seva pesant construcció de llautó permet la seva longevitat en entorns marins, els astrolabis de navegants són molt rars avui en dia. El 2017, només se sabia que n'hi havia 108. La col·lecció més gran que queda als museus de Portugal. El Corpus Christi Museum of Science and History de Texas, Estats Units, conté un astrolabi mariner amb una data confirmada de 1554, recuperat del naufragi del San Esteban.
Un astrolabi tipus disc que data entre 1496 i 1501, ara el més antic del món, va ser descobert el 2014 pel científic marí David L. Mearns al lloc del naufragi d'una nau portuguesa Esmeralda , que es va enfonsar a la costa d'Oman el 1503. L'astrolabi es va confirmar mitjançant l'exploració làser, que va revelar una sèrie de 18 gradacions que marquen intervals de 5 graus, i ha estat nomenat astrolabi Sodré. S'ha proposat que l'astrolabi Sodré és un instrument de transició entre l'astrolabi planisfèric clàssic a partir del qual es van adaptar els primers astrolabis de llautó per a navegants i l'astrolabi de tipus roda oberta que va entrar en ús abans del 1517.

## Construcció
Els astrolabis de mariner eren de llautó. Atès que el pes era avantatjós quan s'utilitzava l'instrument a la coberta elevadora d'un vaixell o amb forts vents, no eren desitjables altres materials, com la fusta o el marfil, tot i que es fabricaven alguns astrolabis marins de fusta. Els primers astrolabis marins estaven fets amb làmines de llautó. A causa del seu pes lleuger, tendien a funcionar malament al mar. Els marcs de llautó fos més pesants van començar a fabricar-se a mitjan segle XVI i eren considerablement millors. Com que la precisió de l'instrument està relacionada amb el radi del cercle dividit, es van fer tan grans com fos possible.
Atès que la gran forma de placa de l'astrolabi planisfèric la fa sensible al vent, l'astrolabi nàutic es fa amb una forma de marc. Les obertures del marc permeten passar el vent, induint menys moviment a l'instrument.
La funció essencial del dispositiu era mesurar angles. Així, l'instrument presentava un anell graduat en graus. Els primers instruments només es van graduar durant 90 °; els instruments posteriors es van graduar per al cercle complet de 360 ° al voltant de l'extremitat. L'únic propòsit dels radis era donar suport al punt de pivot de l'alidada. Per tal de baixar el centre de gravetat del dispositiu i augmentar així el seu període de moviment com a mitjà per estabilitzar-lo, normalment s'afegia llautó extra a la part inferior de l'instrument dins de l'anell. Això és clarament evident a l'instrument inferior esquerre que es veu a la fotografia superior.
L'alidada era lliure de girar al voltant d'un passador pel centre de l'instrument. Les paletes de l'alidada estaven ranurades o foradades amb un forat per permetre a l'usuari alinear l'alidada.
L'astrolabi tenia un anell unit a la part superior de l'instrument per permetre-li penjar verticalment.

## Ús

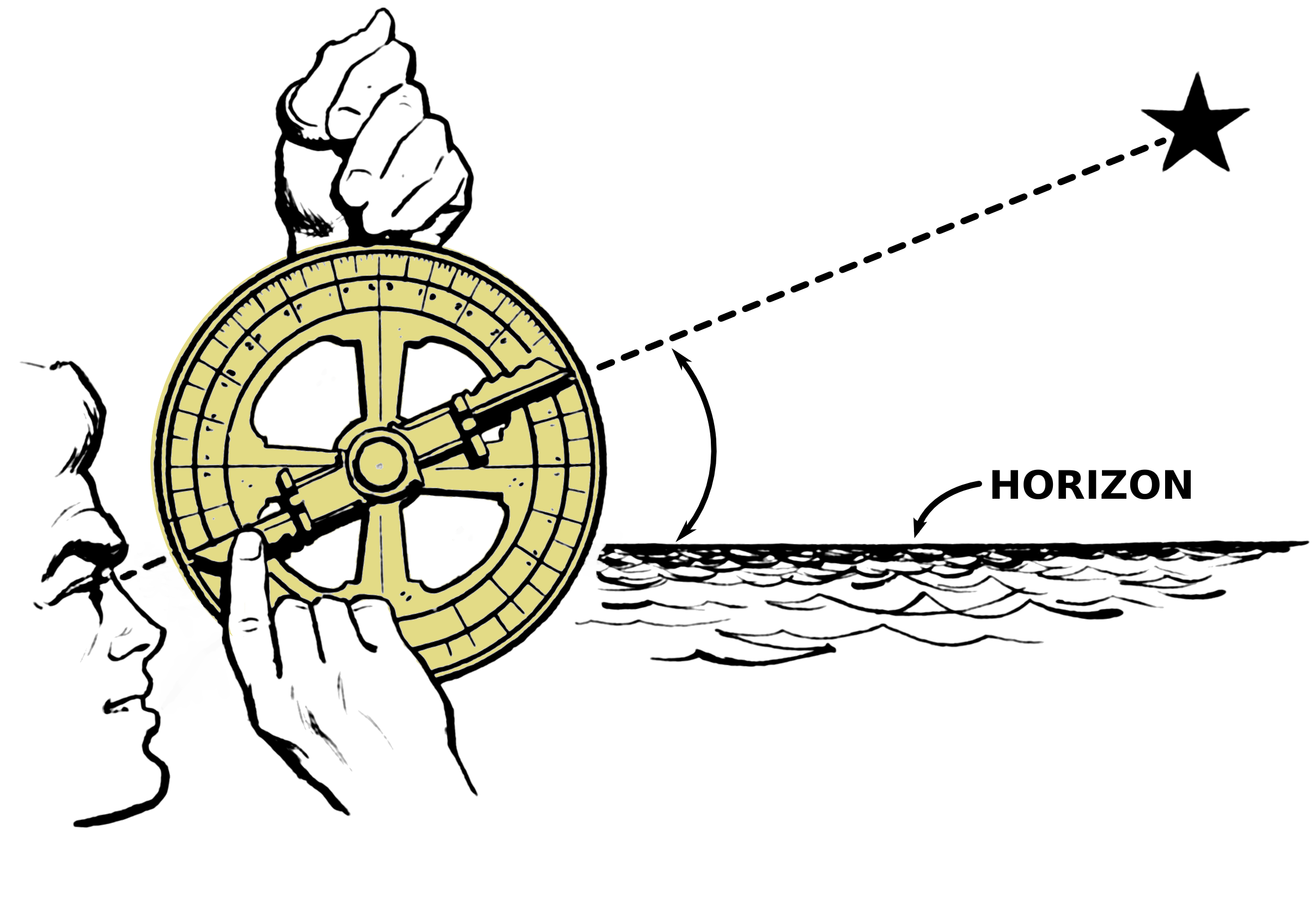

Per utilitzar l'astrolabi, el navegador subjectava l'instrument a l'anell de la part superior. Això va provocar que l'instrument es mantingués en un pla vertical. El navegador alineava llavors el pla de l'astrolabi a la direcció de l'objecte d'interès. L'alidada s'alineava apuntant cap a l'objecte i es llegia l'altitud.
Si observés un objecte feble com una estrella, el navegador observaria l'objecte directament a través de l'alidada. Si observàvem el sol, era més segur i fàcil permetre que l'ombra d'una de les pales de l'alidada es projectés a la paleta oposada.

## Limitacions
Calia suspendre l'astrolabi nàutic verticalment per mesurar l'altitud de l'objecte celeste. Això significava que no es podia utilitzar fàcilment a la coberta en condicions de vent. No es podia utilitzar fàcilment per mesurar l'angle entre dos objectes, que era necessari per al càlcul de longitud pel mètode de la distància lunar (tot i que aquesta tècnica no es va utilitzar quan es va desenvolupar l'instrument). Una altra limitació era que la precisió angular de l'instrument era directament proporcional a la longitud de l'alidada, que no era gaire llarga.